# Qurqania
Qurqania (tiếng Ả Rập: قورقانيا, cũng đánh vần Qurqanya hoặc Korkania) là một thị trấn ở Syria, một phần hành chính của huyện Harem của Tỉnh Idlib. Qurqania là trung tâm hành chính của Phân khu Qurqania, bao gồm 13 địa phương với dân số tập thể là 12.522 vào năm 2004. Theo Cục Thống kê Trung ương Syria, bản thân Qurqania có dân số 2.050 người trong cuộc điều tra dân số năm 2004.